# Focke-Wulf Ta 400
El Focke-Wulf Ta 400 era un bombarder de 6 motors de llarga distància desenvolupat per l'Alemanya Nazi en 1943 per Focke-Wulf com una part del projecte Amerika Bomber. Un dels primers avions en utilitzar peces de diversos països i un dels millors i mes avançats dissenys de Focke-Wulf durant la Segona Guerra Mundial.
Dissenyat com un bombarder de llarga distància i de reconeixement per Kurt Tank, el Ta 400 tenia unes ales angulades a 4°. Una de les millors característiques de l'avió eren els seus 6 motors BMW 801D, i més tard es van afegir dos motors de reacció Jumo 004.

## Disseny i desenvolupament
El 22 de gener de 1942, Kurt Tank, un dissenyador de la companyia Focke-Wulf va començar a dissenyar el Ta 400 com a bombarder de llarga distància i avió de reconeixement, alimentat per 6 motors radials BMW 801D i dos reactors Jumo 004 van ser afegits posteriorment. El disseny va començar en 1943, la majoria de la feina feta per enginyers francesos treballant per a Focke Wulf a Châtillon-sous-Bagneux a prop de Paris, amb contractes per al disseny de components majors, aportats per Itàlia, França i Alemanya, per intentar que la construcció acabes el més aviat possible.
El Ta 400, com el B-29 americà, tenia el compartiment de la tripulació pressuritzada i la metralladora de cua, connectades mitjançant conductes pressuritzats, i el control a distància de múltiples metralladores. La tripulació de 9 estava molt ben defensada per tot l'armament defensiu, incloent-hi 10 canons de calibre 20mm MG 151. Tenia 32 tancs de combustible repartits per tot l'avió. Un altre característica d'aquest avió era el tren d'aterratge en forma de tricicle.
Amb la competició amb el Heinkel He 277 per guanyar-se el nom d'Amerika Bomber, van ser desenvolupats i es van posar a prova els dissenys molt ràpidament, però cap va passar del túnel de vent. Més tard, es van començar a produir els prototips del Ta 400, però mai es va acabar. A més, l'enginyer Ernst Heinkel, va dir que el Ta 400 estava més capacitat per a convertir-se en el Amerika Bomber que el seu Heinkel 277.
El Ta 400 era essencialment un redisseny del Messerschmitt Me 264. Com el disseny requeria mes materials que el Me 262, es va acabar desenvolupant el Me 262, en comptes del Ta 400, ja que deien que era un pou de materials sense gaire futur. Ja en el 15 d'octubre de 1943, es van donar compte a Focke Wulf, que el Ta 400 no tenia gaire futur en aquells moments, i es va cancel·lar el projecte.

## Especificacions
- Tripulació: 9
- Llargada: 29.4 metres
- Envergadura: 42 metres
- Alçària: 6,4 metres
- Pes: 60.000 kg

- Motors: 6 BMW 801D
- Tipus de motor: motors de pistons de 14-cilindres refrigerats per aire.
- Potència dels motors: 1.700 hp

- Velocitat màxima: 720 km/h
- Abast operacional: 9.000 km

- Armes: 6 metralladores MG 151/20 en 3 torretes dobles, 4 metralladores MG 131 muntades a la part posterior de la cua de l'avió i 2 metralladores MG 131 en 2 torretes de control a distància en el front de l'avió.
- Bombes: 10.000 kg a una distància de 9.000 km, i podia portar fins a 24.040 kg de bombes com a màxim.